# HD148112
HD148112 — хімічно пекулярна зоря спектрального класу A0, що має видиму зоряну величину в смузі V приблизно  4,6.
Вона  розташована на відстані близько 235,2 світлових років від Сонця.

## Фізичні характеристики
Зоря HD148112 обертається 
порівняно повільно 
навколо своєї осі. Проєкція її екваторіальної швидкості на промінь зору становить  Vsin(i)= 44км/сек.
Телескоп Гіппаркос зареєстрував фотометричну змінність  даної зорі з періодом    3,04 доби в межах від  Hmin= 4,60 до  Hmax= 4,57.

## Пекулярний хімічний склад
Зоряна атмосфера HD148112 має підвищений вміст 
Cr
.

## Магнітне поле
Спектр даної зорі вказує на наявність магнітного поля у її зоряній атмосфері.
Напруженість повздовжної компоненти поля оціненої з аналізу
крил ліній Бальмера
становить  677,8± 436,1 Гаус.